# Lago delle Lame
Il lago delle Lame è un lago situato nel parco naturale regionale dell'Aveto all'interno della foresta delle Lame, sulle pendici del monte Aiona. È ubicato nel territorio comunale di Rezzoaglio, nella città metropolitana di Genova.
Il lago si trova a 1048 metri di altitudine sul livello del mare, si estende per circa 3600 m² ed è profondo al centro circa 8 m.

## Origine
Il lago delle Lame è uno dei pochi laghi glaciali della Liguria. Si trova nella zona più alta dell'Appennino ligure, nelle vicinanze di un altro gruppetto di laghi glaciali: i laghi delle Agoraie (inclusi nella riserva naturale Agoraie di sopra e Moggetto).
Circa 20 000 anni fa un piccolo ghiacciaio scendeva dal versante nord-ovest del monte Aiona. Scivolando sul pendio formò una serie di conche, che dopo si riempirono d'acqua formando dei piccoli laghetti.
Di questo gruppo di laghetti il lago delle Lame è quello che si trova alla quota più bassa, insieme ad un altro specchio d'acqua a poche centinaia di metri di distanza.

## Strade di accesso
Il lago si può raggiungere in automobile:
- da Chiavari si deve imboccare la strada statale 225 fino a Carasco, dove si va a destra (nordest) sulla strada statale 586 che sale al passo della Forcella ed entra nella val d'Aveto. Giunti a Rezzoaglio bisogna girare a destra (est) lungo la strada statale 654 per Santo Stefano d'Aveto, ma subito dopo il paese di Magnasco la si abbandona per salire a destra (sud) lungo la tortuosa stradina che conduce al lago.
- da Piacenza si deve seguire la strada statale 45 superando Bobbio. Giunti al paese di Corte Brugnatella si imbocca la strada per Rezzoaglio, che risale l'incassata valle dell'Aveto. Giunti a Rezzoaglio si gira a sinistra sulla statale 654 e, subito dopo Magnasco, si gira a destra per il lago delle Lame.

## Sentieri dal lago delle Lame
Dal lago delle Lame partono vari sentieri che guidano ai laghetti della zona e al monte Aiona. In particolare ci sono due percorsi naturalistici, il PNO e PNX, che guidano ad alcuni laghetti e sono accompagnati da pannelli che spiegano i vari aspetti della zona.